# Nicolas Lebègue
Nicolas-Antoine Lebègue (Laon, 1631 - Parijs, 6 juli 1702) was een Frans orgelkundige, componist, clavicinist en vermaard organist. Hij was sinds 1678 organist-titularis van het orgel in de Église Saint-Merri in Parijs en organist van de Chapelle royale.
Lebègue was tevens pedagoog: onder anderen Nicolas de Grigny, François Dagincourt en Jean-François Dandrieu waren zijn leerlingen.
Lebègue publiceerde een tweetal klavecimbelboeken (1677 en 1687), voortbordurend op de stijl van Jacques Champion de Chambonnières, en drie orgelboeken (1676, 1678 en 1685). In de orgelwerken van het eerste deel toont hij overeenkomst met Guillaume-Gabriel Nivers: een openingsprelude en een grand jeu ter afsluiting, met daartussen kleurrijke delen voor bijvoorbeeld récits de cromorne, de tierce en taille of de tierce de cornet en voor de basses de trompettes. Het tweede deel is gewijd aan de gezangen voor de mis en het Magnificat en het derde deel bevat stukken gebaseerd op gregoriaanse gezangen; het deel wordt afgesloten met zogenaamde Noëls, variaties op populaire kerstliederen.
Lebègue was samen met Jacques Thomelin, Jean-Baptiste Buterne en Guillaume-Gabriel Nivers organist aan de Chapelle royale. Na de dood van Thomelin in 1693 nam François Couperin diens plaats in.

## Geselecteerde discografie
- Pièces de Clavessin, Bibiane Lapointe, klavecimbel (Disques Pierre Verany, PV796101)